# Mimetus laevigatus
Espèce
Synonymes
- Ero laevigata Keyserling, 1863
- Ctenophora monticola Blackwall, 1870

Mimetus laevigatus est une espèce d'araignées aranéomorphes de la famille des Mimetidae.

## Distribution
Cette espèce se rencontre du bassin méditerranéen à l'Asie centrale.
Elle a été observée au Portugal, en Espagne, en France, en Italie, en Hongrie, en Slovaquie, en Croatie, en Serbie, au Monténégro, en Albanie, en Grèce, en Bulgarie, en Roumanie, en Ukraine, en Russie, en Arménie, en Azerbaïdjan, en Géorgie, en Turquie, à Chypre, en Égypte, en Tunisie, en Algérie et au Maroc.

## Description

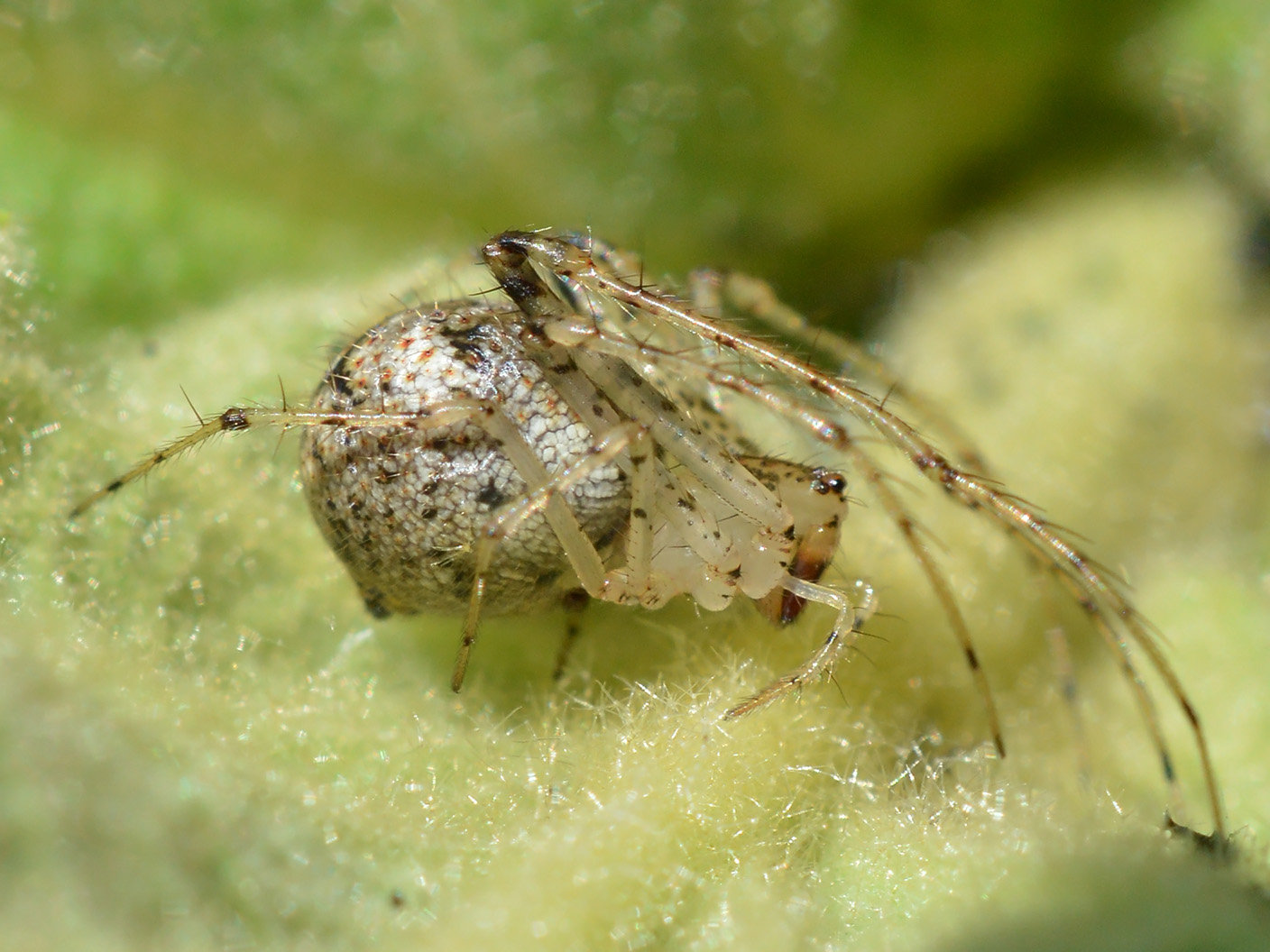
Mimetus laevigatus ♀ de Bulgarie

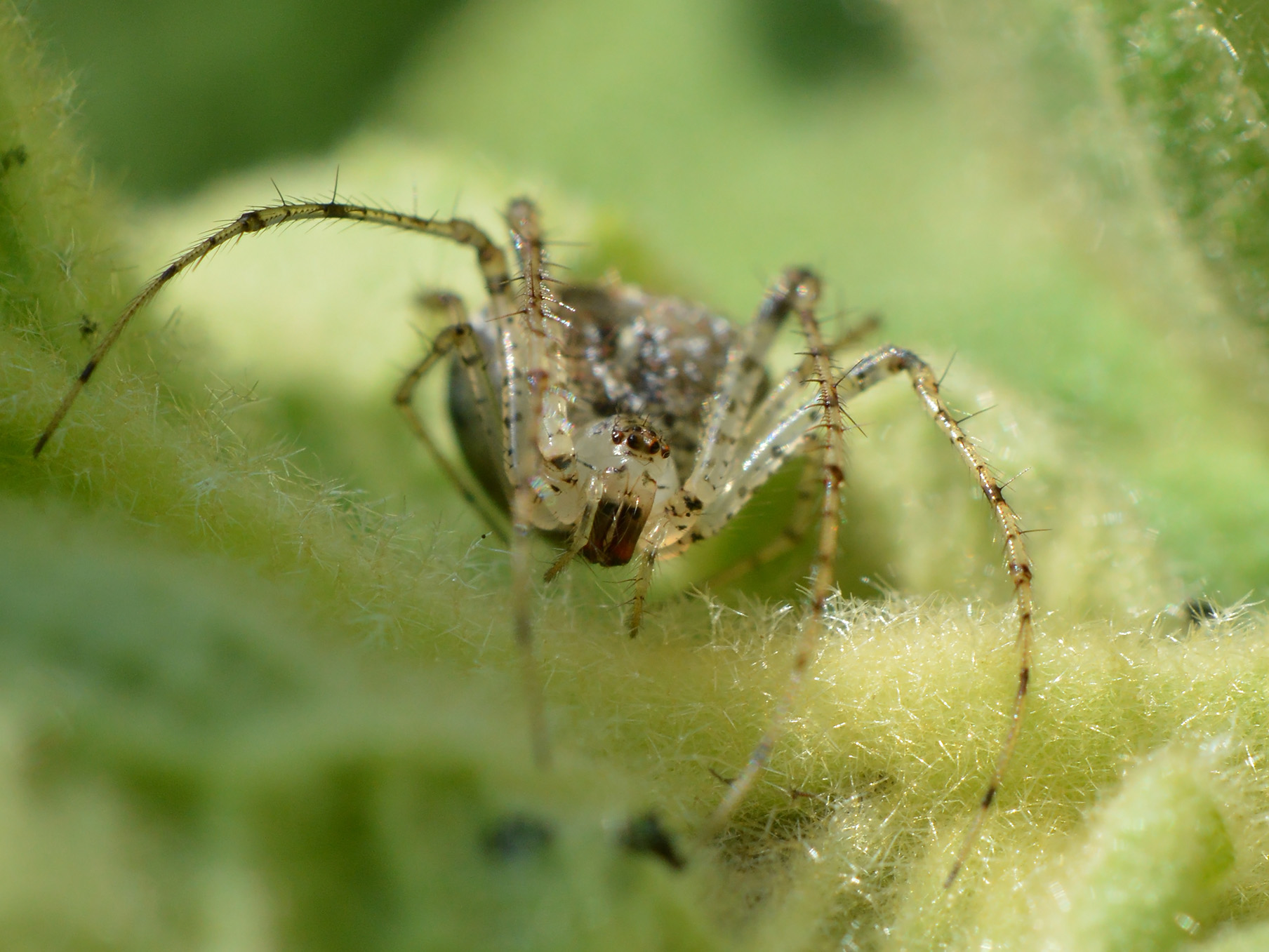
Mimetus laevigatus ♀ de Bulgarie

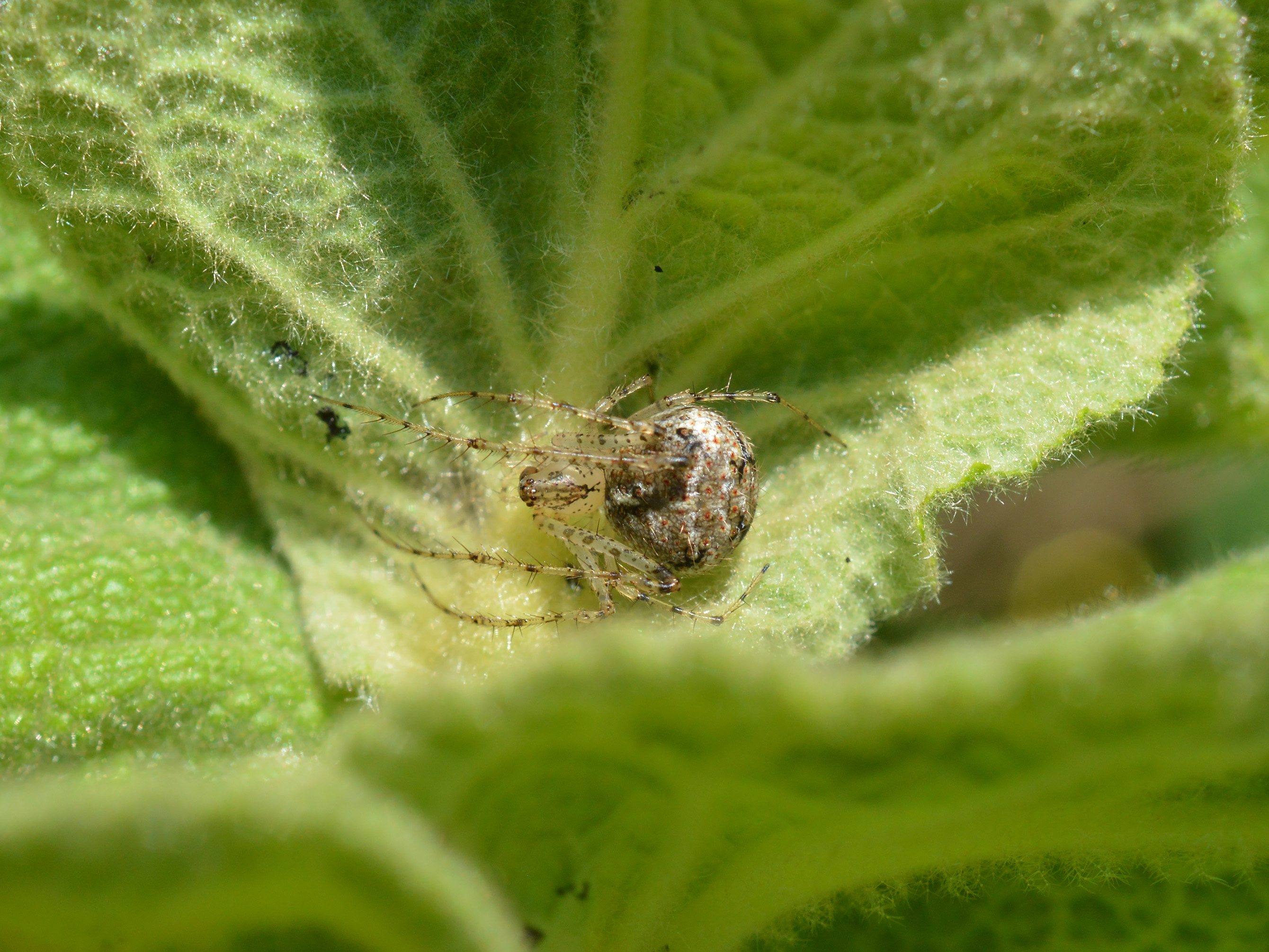
Mimetus laevigatus ♀ de Bulgarie

Les mâles mesurent de 4,0 à 6,0 mm et les femelles de 4,0 à 6,0 mm.

## Systématique et taxinomie
Cette espèce a été décrite sous le protonyme Ero laevigata par Keyserling en 1863. Elle est placée dans le genre Mimetus par Simon en 1873.
Ctenophora monticola a été placée en synonymie par Simon en 1873.

## Publication originale
- Keyserling, 1863 : « Beschreibungen neuer Spinnen. » Verhandlungen der Kaiserlich-Königlichen Zoologisch-Botanischen Gesellschaft in Wien, vol. 13, p. 369-382 (texte intégral).